# St. Bartholomäus (Apfeltrach)

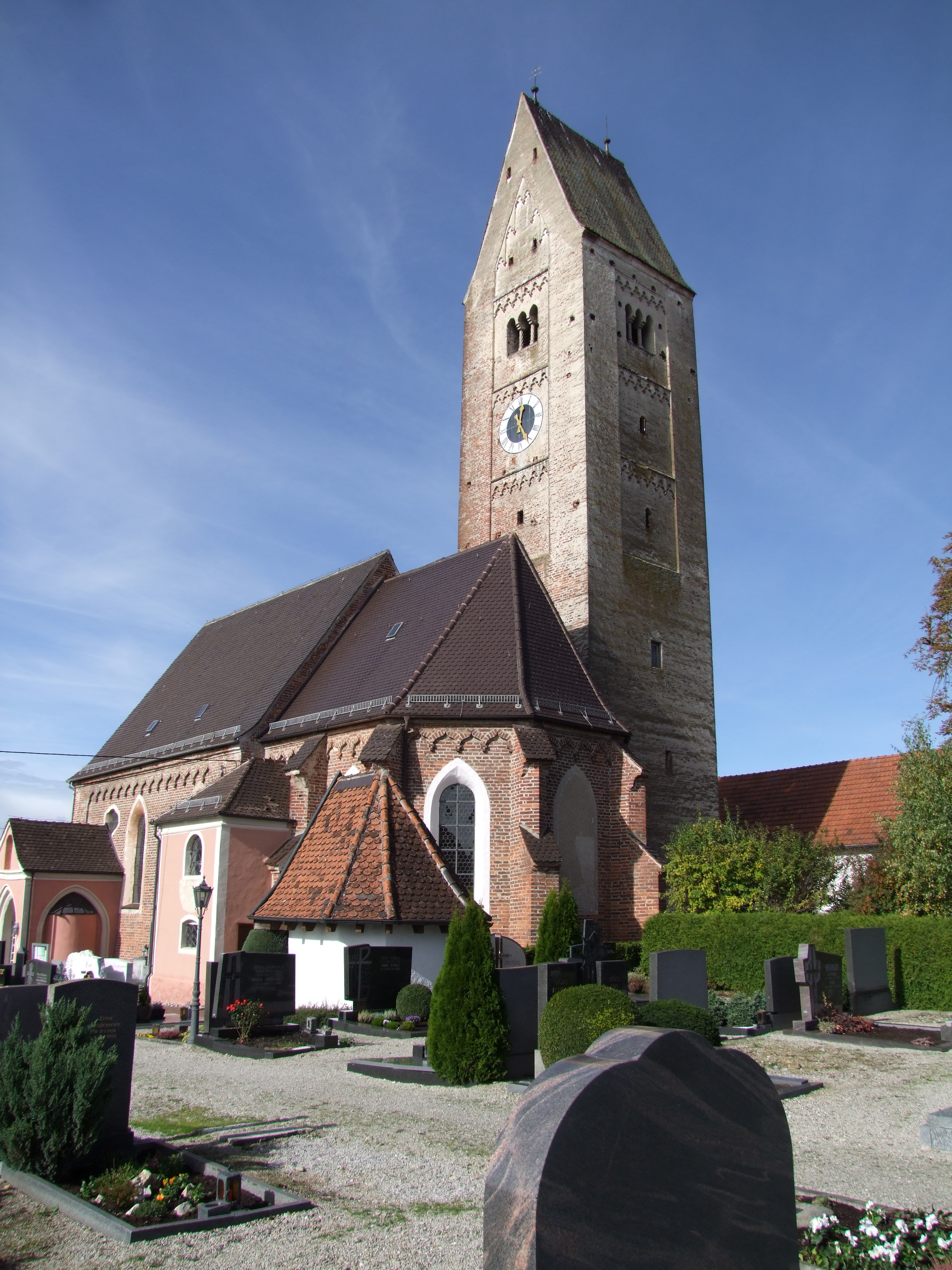
Kirche St. Bartholomäus in Apfeltrach

Die römisch-katholische Pfarrkirche St. Bartholomäus befindet sich in Apfeltrach im Landkreis Unterallgäu in Bayern. Die Kirche steht unter Denkmalschutz.

## Geschichte
Der älteste Baubestandteil der Kirche St. Bartholomäus ist der Unterbau des Kirchturmes. Er stammt aus der zweiten Hälfte des 14. Jahrhunderts oder aus der Zeit um 1400. Eine im 15. Jahrhundert zugemauerte Spitzbogenarkade befindet sich an der Westseite des Turmes. Im ausgehenden 15. Jahrhundert wurde die Kirche neu erbaut. Bei diesem Neubau wurde die südliche Turmwand in den Chor miteinbezogen. Die Obergeschosse des Kirchturmes mit Kleeblattbogenfries und Satteldach stammen aus dieser Zeit. Anfang des 16. Jahrhunderts wurde das Vorzeichen auf der Südseite angebaut. Im Vorzeichen befindet sich ein Kreuzgratgewölbe. In den Jahren 1766 und 1767 fanden eine Umgestaltung des Chores und die Erneuerung der Langhausdecke statt.

## Baubeschreibung
Die Kirche ist ein unverputzter Backsteinbau, lediglich die Westfassade bildet hiervon eine Ausnahme und ist verputzt. Kielbogenfriese auf Lilienkonsolen befinden sich unter den Traufen. Die verputzte Westfassade und die Nordseite des Langhauses zieren Rundbogenfriese. Der Saal der Kirche ist mit einer korbbogigen Stichkappentonne abgeschlossen. Gegliedert ist der Saal durch schmale, flache Pilaster. Aus der Mitte des 19. Jahrhunderts stammt die Empore an der Westseite des Langhauses. An das Langhaus schließt sich der eingezogene, dreiseitig geschlossene Chor an. Im Chor befindet sich ein Stichkappengewölbe. Ein Kreuzrippengewölbe auf Fratzenkonsolen befindet sich in einem Erdgeschossraum des Kirchturmes. In diesem Raum war ehemals der Chor der vorherigen Chorturmkirche untergebracht.

## Ausstattung

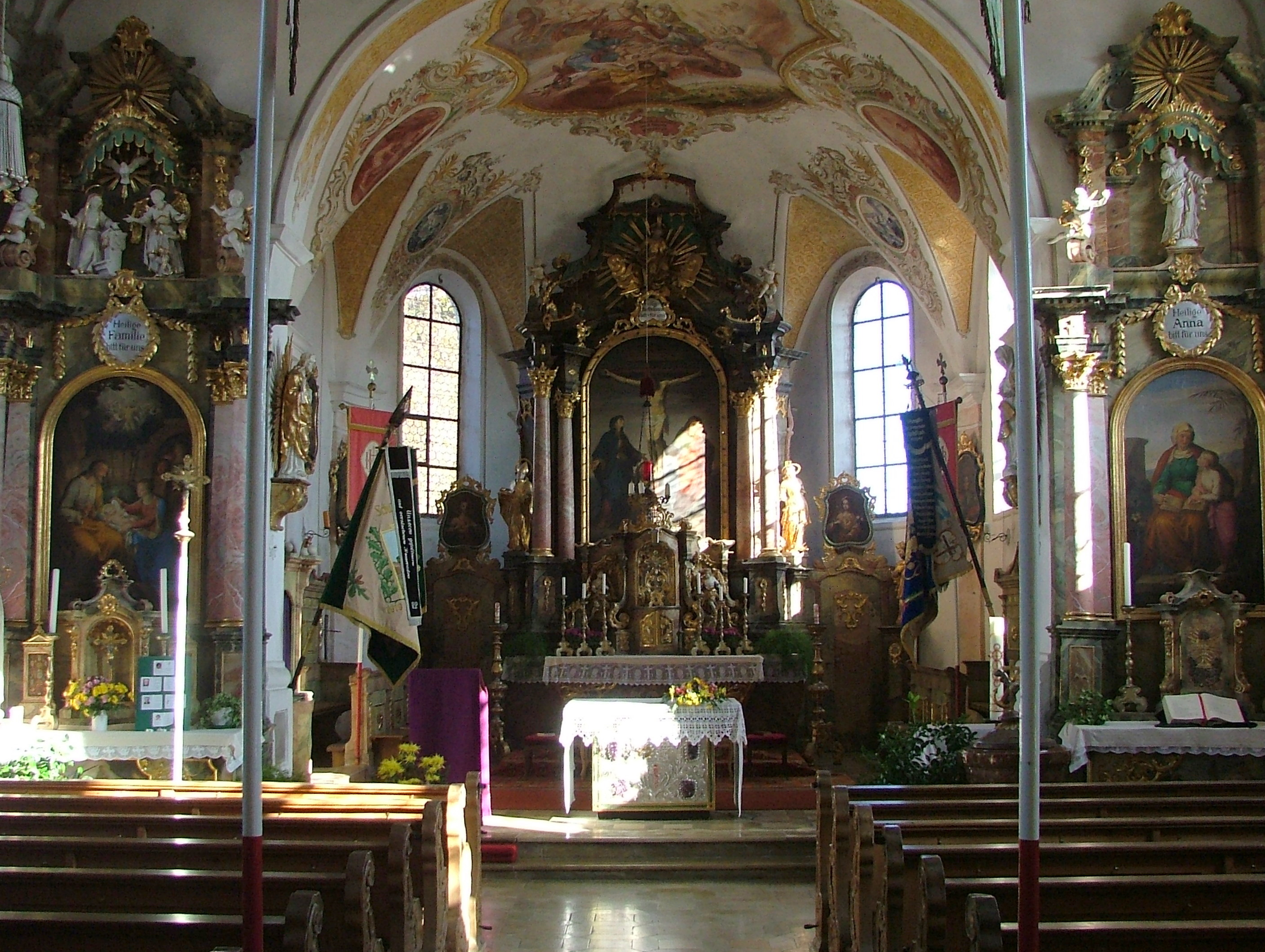
Innenansicht

Der Hochaltar wurde um das Jahr 1767 geschaffen. Seitlich des Hochaltares befinden sich Figuren des heiligen Ulrich und der heiligen Afra. Im Auszug des Hochaltares befindet sich unter einem Baldachin die Figur des heiligen Bartholomäus. Das Altarblatt von 1852 zeigt Christus am Kreuz. In geschweiften Durchgängen rechts und links des Hochaltares befinden sich Gemälde. Diese zeigen die Herzen Jesu und Mariä. Auf Postamenten befinden sich die Figuren des heiligen Antonius von Padua und des heiligen Johann von Nepomuk. Im Jahr 1789 wurden die Seitenaltäre gestiftet. Beide Seitenaltäre sind frühklassizistisch. Der rechte Seitenaltar zeigt im Altarbild die heilige Anna mit Maria. Im Auszug ist eine Immaculata dargestellt. Der linke Seitenaltar zeigt die Geburt Christi im Altarblatt. Mariä Verkündigung ist im Auszug des linken Seitenaltares dargestellt. Die Altarblätter der Seitenaltäre wurden um die Jahre 1850/1860 geschaffen. Sowohl das Altarblatt des Hochaltares wie auch die Altarblätter der Seitenaltäre wurden von Johann Kaspar geschaffen.
Der Taufstein stammt aus der Zeit um 1800, die Kanzel wurde um 1767 geschaffen. Aus dem Ende des 18. Jahrhunderts stammt das Chorgestühl. Halbfigurenbilder in der Kirche zeigen die Apostel, diese stammen aus der Zeit um 1765 bis 1770 und sind Bernhard zuzuschreiben. Ein lebensgroßes Kruzifix stammt aus der ersten Hälfte des 16. Jahrhunderts.

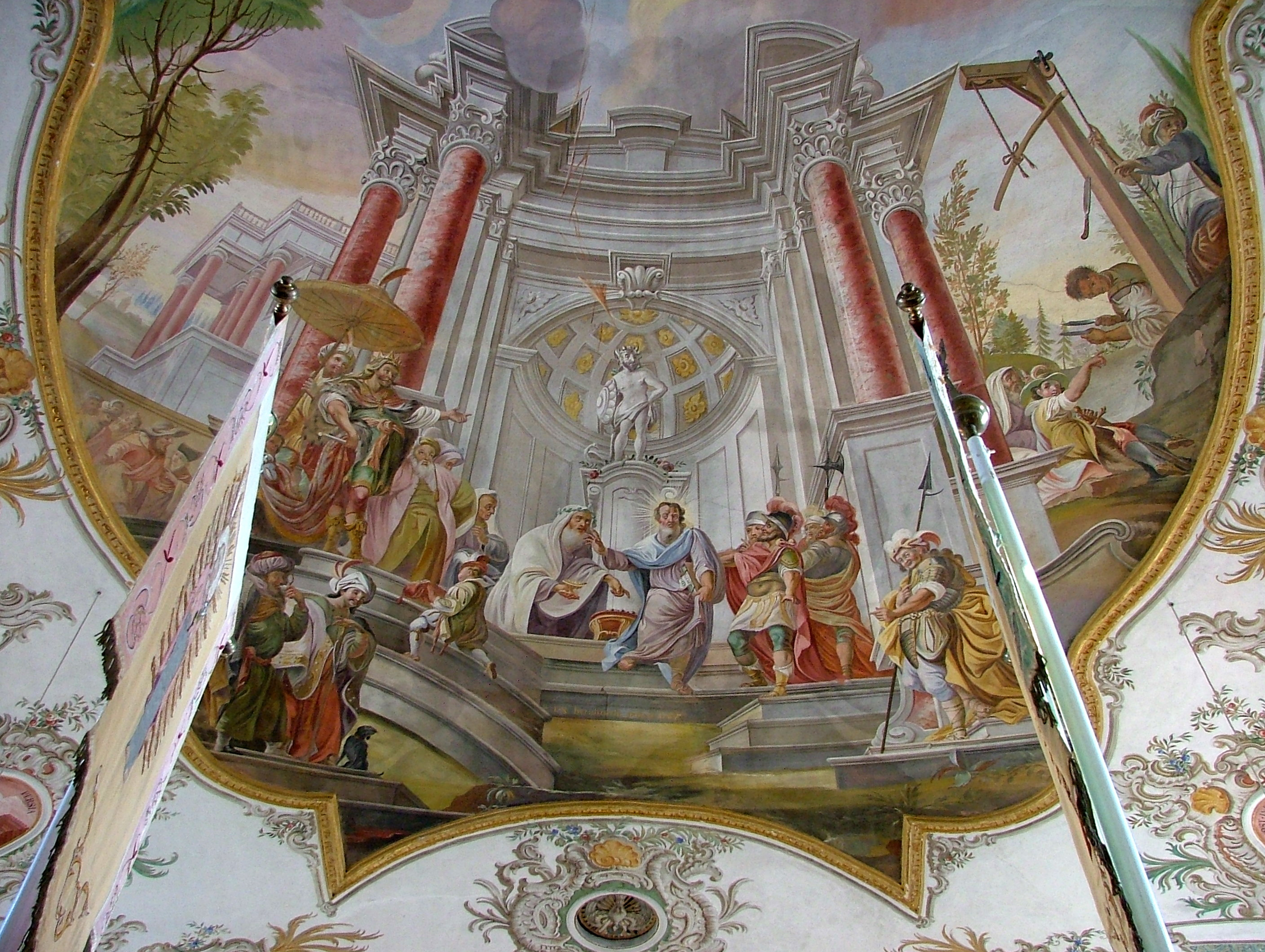
Fresko im Langhaus, der heilige Bartholomäus weigert sich einem Götzen zu opfern

Die Fresken der Kirche wurden von Franz Xaver Bernhard geschaffen. Im Chor ist die Glorie des heiligen Bartholomäus dargestellt. Medaillons zeigen Szenen aus dem Leben des Heiligen. Das Fresko im Chor wurde 1766 erstellt. Im Jahr 1767 wurde das Fresko im Langhaus geschaffen. Es stellt die Szene dar, wie sich der heilige Bartholomäus weigert einem Götzenbild zu opfern. Medaillons im Langhaus zeigen die Evangelisten und wie im Chor Szenen aus dem Leben des Bartholomäus. Die Dekorationsmalerei wurde 1912/13 erneuert. Grundlage hierfür waren die Malereien aus den Jahren 1766/67. In der Sakristei befindet sich die Darstellung der Herzen Jesu und Mariä sowie Wundmale Christi. Diese stammt vermutlich aus der zweiten Hälfte des 18. Jahrhunderts. Im Vorzeichen befindet sich ebenfalls ein Deckenbild. Dieses wurde 1912/13 von Alois und Matthäus Haugg geschaffen.